# Tupolev Tu-12
Tupolev Tu-12 (mã phát triển Tu-77) là một mẫu máy bay ném bom tầm trung động cơ phản lực thử nghiệm của Liên Xô, được phát triển từ loại máy bay ném bom Tupolev Tu-2 thành công trước đó. Tu-12 được phát triển sau Chiến tranh thế giới II.

## Quốc gia sử dụng
Liên Xô
- Không quân Liên Xô

## Tính năng kỹ chiến thuật (Tu-12)
Dữ liệu lấy từ Gunston, Tupolev Aircraft since 1922
Đặc điểm tổng quát
- Kíp lái: 5
- Chiều dài: 16.45 m (53 ft 11½ in)
- Sải cánh: 18.86 m (61 ft 10½ in)
- Diện tích cánh: 48.80 m2 (525.30 ft2)
- Trọng lượng rỗng: 8.993 kg (19.826 lb)
- Trọng lượng có tải: 15.720 kg (34.657 lb)
- Động cơ: 2 × Rolls-Royce Nene I kiểu turbojet, lực đẩy 22 kN (5.000 lbf) mỗi chiêc mỗi chiếc

Hiệu suất bay
- Vận tốc cực đại: 783 km/h (487 mph)
- Tầm bay: 2.200 km (1.367 dặm)
- Trần bay: 11.370 m (37.305 ft)

Vũ khí trang bị
- 1 × pháo 23 mm NS-23
- 2 × súng máy 12,7 mm Berezin UBT
- 3.000 kg (6,614 lb) bom